# Institut de Puericultura
L'Institut de Puericultura és un edifici noucentista situat al carrer Ample de la ciutat de Reus, construït per Josep Simó i Bofarull per a albergar "La Gota de Llet" una institució creada per Alexandre Frías dedicada a combatre la mortalitat infantil.

## Història
L'ideari noucentista tenia entre altres coses la voluntat de recolzar iniciatives destinades a millorar la qualitat de vida i procurar l'enriquiment cultural dels ciutadans. A Reus, en aquesta línia, el Doctor Frías va proposar aquest centre, dedicat a disminuir la mortalitat infantil assessorant sobre les condicions higièniques i nutricionals de les famílies i donant coneixements bàsics de puericultura a les mares. Aquesta iniciativa va comptar amb la col·laboració entusiasta d'Evarist Fàbregas, que una vegada més actuà com a mecenes i comprà el 1917 l'edifici número 13 de l'aleshores carrer de Castelar i actualment carrer Ample, que arribava també al carrer del Doctor Joan Abelló per darrere, per a edificar-hi la seu de l'entitat. La inauguració oficial es va fer el 1919, amb un acte acadèmic al Teatre Bartrina presidit per l'alcalde Tricaz. L'Institut de Puericultura va ser una institució capdavantera en el seu camp, i des de 1921 fins al 1936 publicà la revista Puericultura: publicació de l'Institut de Puericultura de Reus.

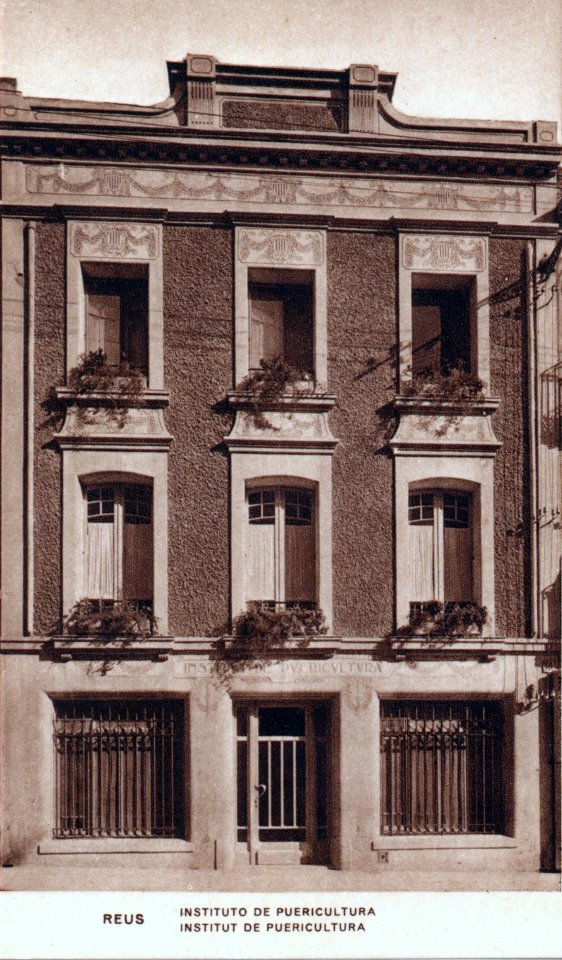
L'Institut de Puericultura poc després de la seva inauguració

## Descripció
És un edifici entre mitgeres de planta baixa, dos pisos i terrat. L'arquitecte Simó hi aplicà moderadament les formes noucentistes, distribuint regularment les obertures de la façana, tres en cada planta, i una molt simple decoració esgrafiada a la planta baixa on s'hi llegeix el nom de la institució, i a les llindes de les finestres i a l'entaulament de la façana on es repeteix el motiu de garlandes vegetals que emmarquen ovals i escuts. A l'interior l'edifici és funcional, adaptant els espais a les finalitats assistencials i higienistes de l'entitat. Buscà la millor entrada de llum natural possible, amb grans finestrals a les façanes i amb un pati interior. Tots els murs de les habitacions estaven recoberts de ceràmica vidriada per facilitar-ne la neteja. A la planta baixa hi havia la sala d'espera, el consultori, una cambra de bany, un taulell per l'expedició de llet i biberons i espais per preparar aquests productes. Al primer pis hi havia el rober, la sala de juntes i el laboratori, i al segon l'habitatge del conserge i la cuina i menjador per dones embarassades i mares. Les estances públiques estaven decorades amb cartells que fomentaven la higiene, la bona alimentació i la conveniència de les mares de donar el pit als fills.
Actualment l'edifici l'ocupa l'Institut Municipal de Puericultura Doctor Frías